# Riccardo Pizzocaro
Riccardo Pizzocaro (ur. 26 marca 1901 w Mediolanie, zm. 17 lipca 1992 w San Giovanni Bianco) – włoski zapaśnik walczący w stylu wolnym. Olimpijczyk z Paryża 1924, gdzie zajął dziewiąte miejsce w wadze lekkiej.

## Letnie Igrzyska Olimpijskie 1924
| Konkurencja      | Rundy eliminacyjne      | Klas. końcowa |
| Konkurencja      | 1/8                     | Miejsce       |
| ---------------- | ----------------------- | ------------- |
| 66 kg styl wolny | Ernest Jourdain (FRA) P | 9.            |